# Dąb szypułkowy w Lipkach Małych
Dąb w Lipkach Małych – pomnik przyrody, zabytkowy dąb szypułkowy zlokalizowany we wsi Lipki Małe w gminie Santok.
Drzewo rośnie na działce nr 81/1, wśród rozproszonej zabudowy wsi, w pobliżu wału nadnoteckiego i kościoła św. Stanisława Kostki. Miał w 2012 roku 769 cm obwodu pnia oraz 20 m wysokości. Część konarów jest odłamana. Od poziomu gruntu istnieje dużych rozmiarów dziupla, poddana konserwacji około 2010. Dąb ma około 300 lat. Pozostaje własnością osoby fizycznej. Pomnikiem przyrody ogłoszony rozporządzeniem wojewody lubuskiego 19 maja 2006.